# Bitka za Travnik listopada 1944.
U skladu s direktivom Vrhovnog štaba za proširenje vojnih operacija prema dolini rijeke Bosne, Peti korpus NOVJ u listopadu je organizirao operaciju zauzimanja Travnika i okolnih utvrđenja u dolini rijeke Lašve. Borbe za sam grad trajale su od 20. do 22. listopada 1944. i završene su uništenjem braniteljskog garnizona. U borbama za grad ustaško-domobranske snage imale su gubitke od oko 900 mrtvih, a 712 je zarobljeno. Jedinice NOVJ imale su gubitke od 94 mrtva i preko 200 ranjenih. Između ostalih, poginula su i tri narodna heroja: Josip Mažar-Šoša, Petar Mećava i Lazar Marin.
Istovremeno s Travnikom, napadnuta su i zauzeta uporišta u dolini Lašve: selo Dolac, željeznička stanica Bila, selo Han-Bila i most kod sela Divjaka, kao i uporišta na liniji Zenica - Visoko. Nakon zauzimanja Travnika operacija NOVJ nastavljena je napadom na Busovaču i napredovanjem prema komunikacijama u dolini rijeke Bosne. Osovinske snage pod zapovjedništvom štaba 5. SS korpusa su za vrijeme i nakon borbi za Travnik vršile protunapade iz Zenice. Nijemci su zauzeli Travnik 22. sječnja, a Travnik je konačno oslobođen 19. veljače 1945. To je omogućilo Petom korpusu da vrši pritisak na komunikacije u dolini rijeke Bosne sve do Sarajevske operacije početkom travnja 1945.